# Kriegerdenkmal Drewitz

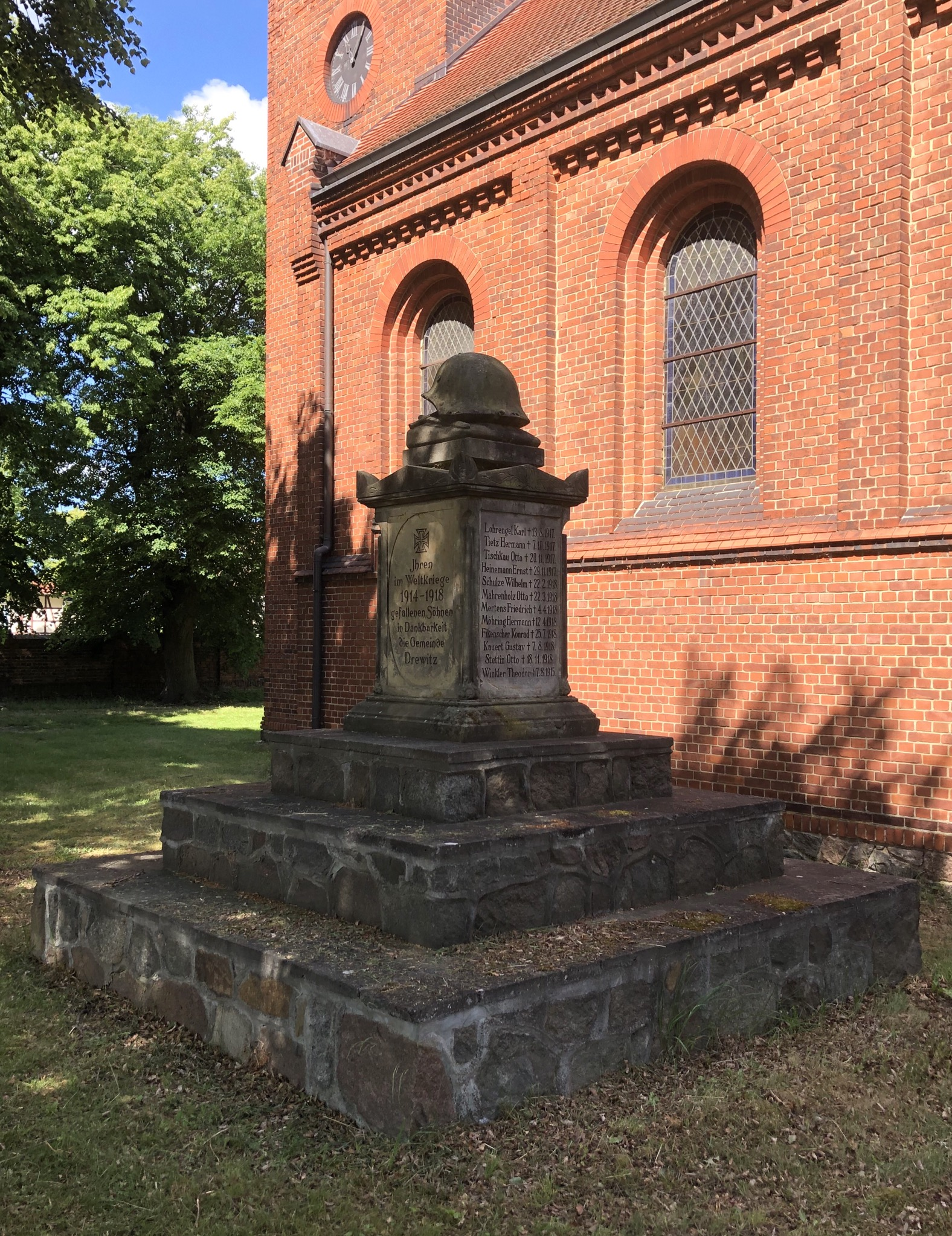
Kriegerdenkmal Drewitz, 2020

Das Kriegerdenkmal Drewitz ist ein denkmalgeschütztes Kriegerdenkmal in der Ortschaft Drewitz der Stadt Möckern in Sachsen-Anhalt. Im örtlichen Denkmalverzeichnis ist das Kriegerdenkmal unter der Erfassungsnummer 094 71369 als Baudenkmal verzeichnet.

## Lage
Das Denkmal befindet sich direkt südlich der Dorfkirche Drewitz. Etwas weiter östlich steht der gleichfalls denkmalgeschützte Pfarrhof Drewitz.

## Gestaltung
Bei dem Kriegerdenkmal handelt es sich um eine Stufenpyramide. Auf der Stufenpyramide befindet sich der eigentliche Gedenkstein, dieser wird durch einen steinernen Helm gekrönt unter dem ein steinernes Schwert liegt. Auf dem Gedenkstein befinden sich die Namen der Gefallenen und eines Vermissten des Ersten Weltkrieges. Die Einträge sind überwiegend nach den Todesdaten sortiert. Die Namen der Gefallenen des Zweiten Weltkrieges befinden sich auf einer Tafel an der Kirchenmauer.

## Inschrift

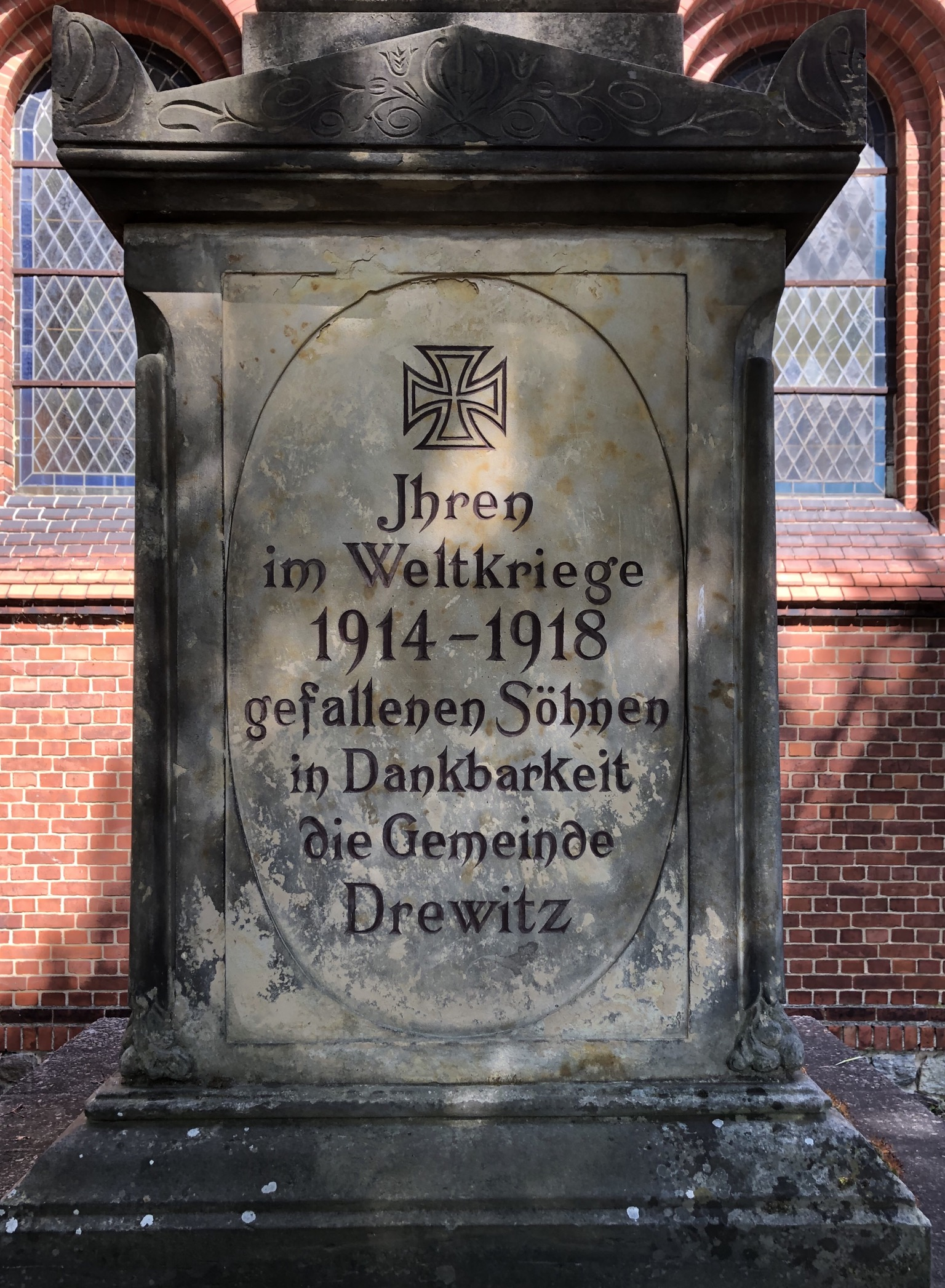
Inschrift auf der Südseite

Auf der Südseite befindet sich in einem Oval unterhalb der Darstellung eines Eisernen Kreuzes die Gedenkinschrift:
Ihren

im Weltkriege

1914–1918

gefallenen Söhnen

in Dankbarkeit

die Gemeinde

Drewitz

Auf den anderen Seiten stehen die Namen und Sterbedaten der Gefallenen.
Die Einträge auf der Westseite lauten:
Zinke Gustav † 4.9.1914.

Köhler Gustav † 11.8.1915.

Schindelhauer Gustav † 17.10.1915.

Kalkofen Friedrich † 3.12.1915.

Opitz Otto † 14.7.1916.

Großkopf Paul † 18.7.1916.

Ziehm Otto † 1.10.1916.

Fresdorf Karl † 5.10.1916.

Eichelmann Gustav † 22.10.1916.

Matthies Paul † 9.4.1917.

Baake Albert † 9.5.1917.

Winkler Hans † 14.8.1914.

Auf der Ostseite stehen die Einträge:
Lohrengel Karl † 13.8.1917.

Tietz Hermann † 7.10.1917.

Tischkau Otto † 20.11.1917.

Heinemann Ernst † 29.11.1917.

Schulze Wilhelm † 22.2.1918.

Mahrenholz Otto † 22.3.1918.

Mertens Friedrich † 4.4.1918.

Möhring Hermann † 12.4.1918.

Fikenscher Konrad † 25.7.1918.

Kauert Gustav † 7.8.1918.

Stettin Otto † 18.11.1918.

Winkler Theodor † 7.8.1915.

Auf der Nordseite finden sich in einem Oval, zum Teil jedoch unleserlich, die Einträge:
Bramer Gustav † 2.10.1914.

Bamberg Hermann † 29.7.1915.

Powalka Gustav verm. 10.8.1918.